# Waldemarsmauer

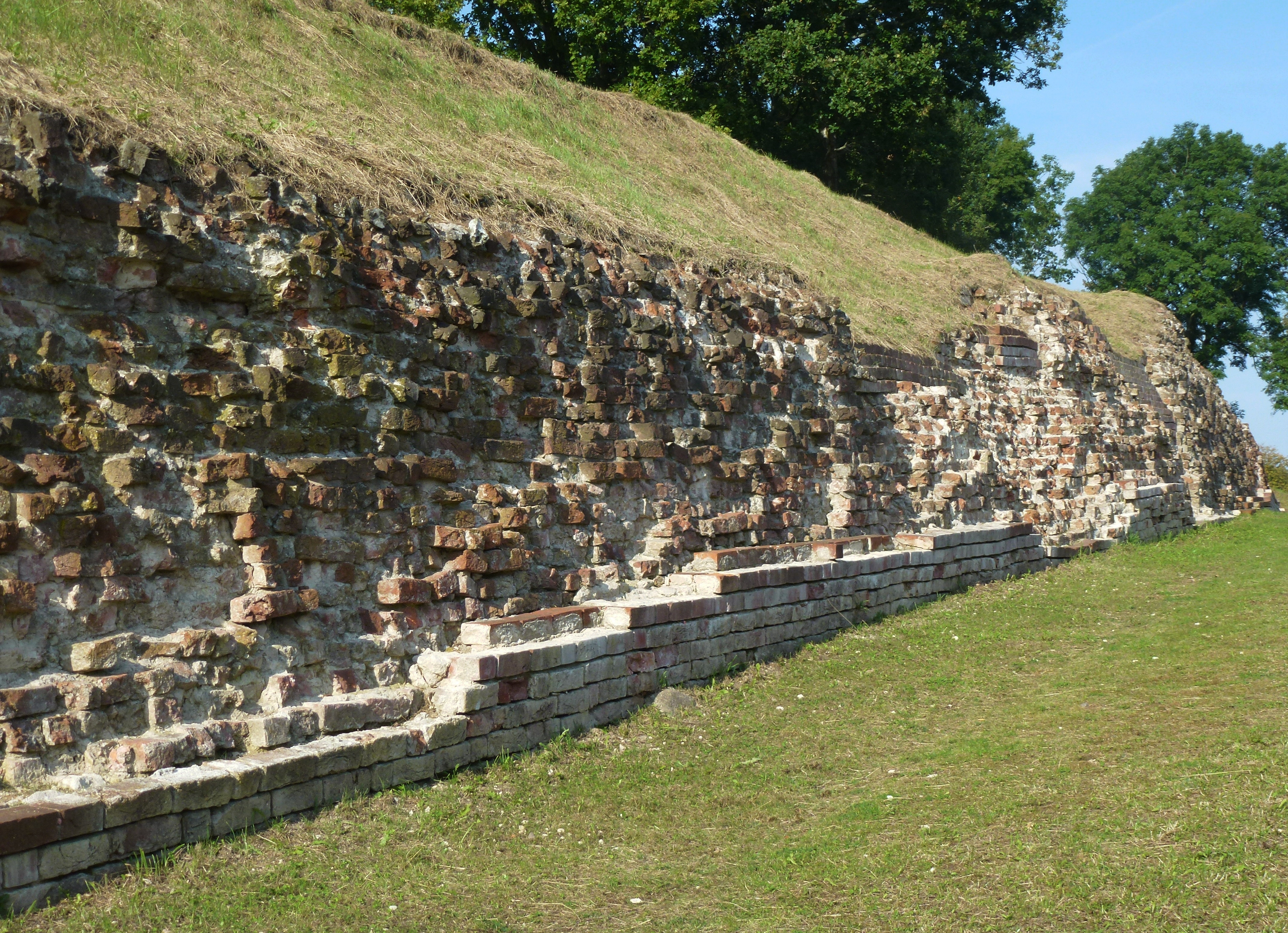
Ein sichtbares Stück der Waldemarsmauer (2019)

Die Waldemarsmauer (dänisch Valdemarsmuren) ist ein Bestandteil des Danewerks. Mit dieser massiven Mauer aus Ziegelsteinen wurde der Hauptwall des Danewerks auf einer Länge von mindestens 3,7 Kilometern verstärkt. Die Mauer ist nach dem dänischen König Waldemar I. benannt, der den Bau um 1170 veranlasste. Die Waldemarsmauer war die letzte große Ausbaustufe des Hauptwalls. Sie ist der älteste und zugleich der größte weltliche Bau aus Ziegelsteinen im nördlichen Europa.
Die Mauer wurde später jahrhundertelang als Steinbruch genutzt. Sie ist heute eine Ruine und größtenteil von Wallerde überdeckt. Ein 80 Meter langer freigelegter Abschnitt kann im Archäologischen Park des Danevirke Museums in Dannewerk besichtigt werden.

## Geschichte

### Hintergrund
Der Hauptwall war der erste Wall des Danewerks. Der 5,5 Kilometer lange Hauptwall existierte spätestens Ende des 7. Jahrhunderts. Danach wurde er immer weiter ausgebaut und verstärkt.
König Waldemar I. wurde 1157 König von Dänemark. Seine Herrschaft war zu Beginn von starkem Widerstand innerhalb Dänemarks bedroht. Gleichzeitig führte Waldemar Kriegszüge gegen die slawischen Abodriten. Zudem musste er sich ab 1162 mehrmals deutscher Lehnsherrschaft unterwerfen.

### Bau

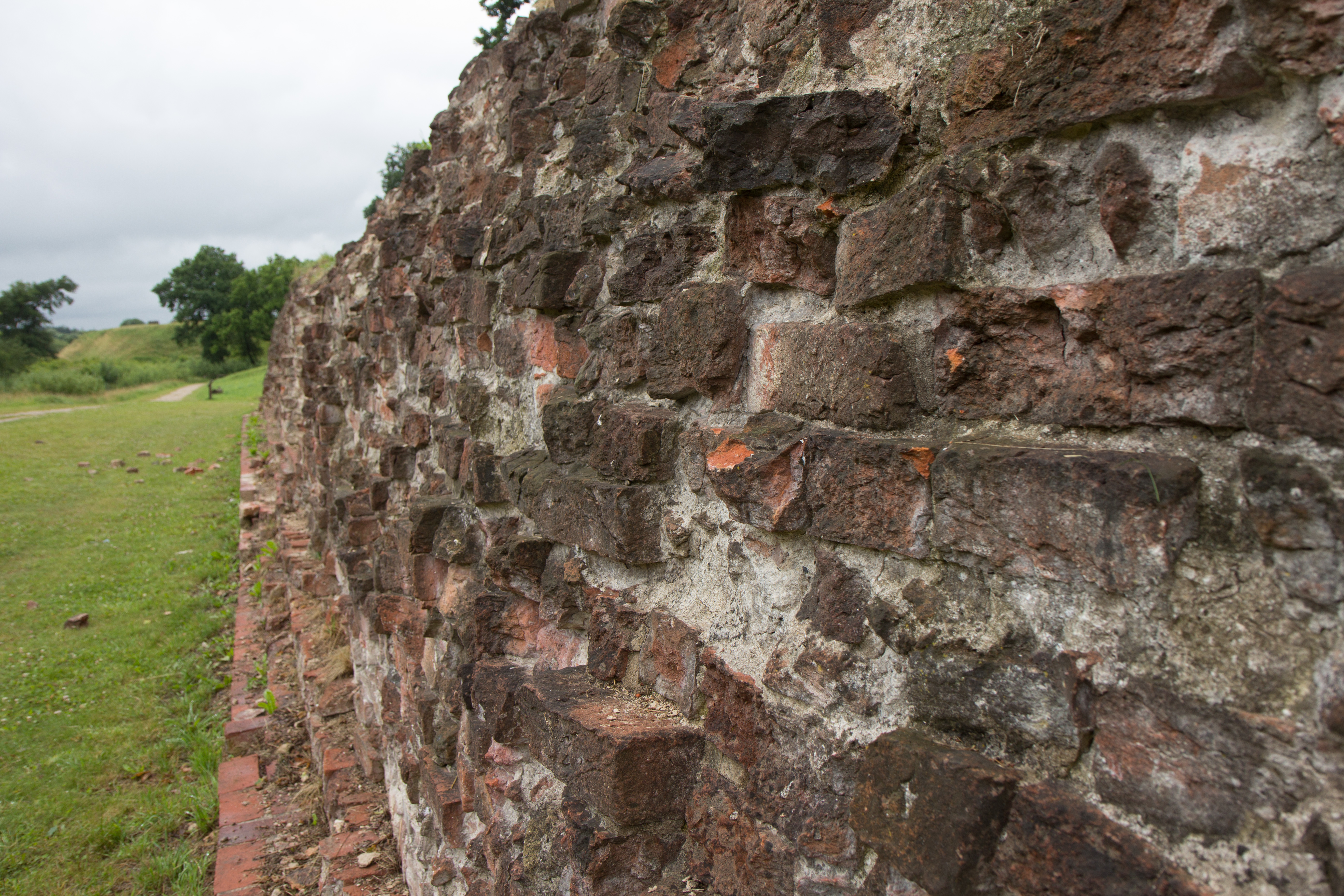
Das Mauerwerk im Jahr 2017

Im Zeitraum zwischen 1162 und 1170 setzte Waldemar den Bau in Gang. Überreste von Öfen in der näheren Umgebung des Danewerks belegen, dass Ziegel und Mörtel für die Waldemarsmauer vor Ort hergestellt wurden.  Insgesamt wurden etwa 6,5 Millionen Mauerziegel für den Bau gebrannt. Ziegelsteine waren damals ein neuartiges Baumaterial in Nordeuropa. In Dänemark gab es bis dahin nur wenige Ziegelbauten – dies waren ausschließlich Kirchen- und Klostergebäude.
Die Mauer sollte die südliche Landgrenze des dänischen Reiches vor Überfällen von Slawen und Sachsen schützen. Zugleich sollte sie Waldemars politische und militärische Macht demonstrieren. Die politische Bedeutung der Mauer wird durch zwei Inschriften an Waldemars Grab bestätigt. Auch die Geschichtsschreiber Sven Aggesen und Saxo Grammaticus erwähnten die Waldemarsmauer.

### Verfall
Das Danewerk verlor im Lauf des 13. Jahrhunderts seine Bedeutung als dänische Grenzbefestigung. Danach diente die Waldemarsmauer jahrhundertelang als Steinbruch, dem Mauerziegel für den Bau oder die Verstärkung anderer Gebäude entnommen wurden. Sie ist daher nur noch als Ruine erhalten. Heute liegt sie größtenteils unsichtbar im Erdwall.

## Bauweise

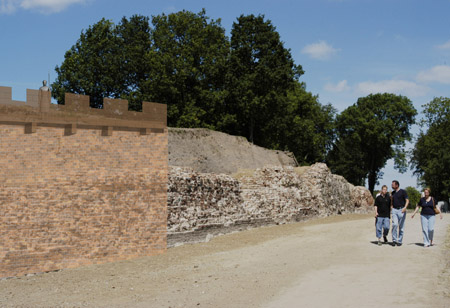
Links: Rekonstruktion der ursprünglichen Gestalt. In diesem Fall wurde ein aufgesetzter hölzerner Wehrgang ohne Bedachung angenommen. Rechts: Zustand der Mauer im Jahr 2006.

Wie die Ziegelmauer ursprünglich aussah, ist nur teilweise bekannt. Laut KuLaDig war sie ursprünglich 4 bis 5 Meter hoch und 2 Meter dick. Die Mauer war je nach Quelle 4 Kilometer oder „über 4 Kilometer“ lang, laut KuLaDig war sie mindestens 3,7 Kilometer lang. Das Mauerwerk wurde durch Stützpfeiler stabilisiert.
Vermutlich war die Mauer mit einem auskragenden hölzernen Wehrgang ausgestattet. Der Wehrgang könnte überdacht gewesen sein. In einer Schemazeichnung auf der offiziellen Website zum UNESCO-Welterbe Haithabu und Danewerk wird die Waldemarsmauer mit einem aufgesetzten, mehr als mannshohen Wehrgang und das Dach des Wehrgangs als schräge Fläche aus Holzbrettern dargestellt. Die dortige Höhenangabe „5 bis 7 Meter“ bezieht sich auf die Mauer inklusive Wehrgang mit Dach.
Die Mauer bildete mit dem unmittelbar dahinterliegenden Erdwall eine bauliche Einheit. Der Erdwall war 18 Meter breit und 4 Meter hoch. Zu der Verteidigungsanlage gehörten auch eine breite Berme an der Mauer, davor ein etwa 2 Meter tiefer und 22 Meter breiter Graben und davor ein Vorwall. Die Anlage war insgesamt etwa 100 Meter breit.

## Der sichtbare Mauerabschnitt

Holzschnitt von 1864: Dänische Soldaten vor der freigelegten Waldemarsmauer. Im Hintergrund eine neue Schanze.

Im Vorfeld des Deutsch-Dänischen Kriegs (1864) wurden am Danewerk ab 1861 zahlreiche Schanzen errichtet (siehe Umbau des Danewerks zur Danewerkstellung). Bei den Schanzarbeiten wurde ein etwa 80 Meter langer Abschnitt der Waldemarsmauer an der Frontseite freigelegt. Dieses bis heute sichtbare Teilstück ist eine bis zu 2,70 Meter hohe Ziegelsteinmauer ohne Verschalung.

### Gefährdung der Stabilität
In dem freigelegten Abschnitt sind die Ziegelsteine unterschiedlich hart. Entsprechend variiert die Stabilität der Mauer. Die freiliegende Mauer wurde zudem über einen langen Zeitraum durch Regen und Frost geschädigt, ferner auch durch Besucher, die achtlos an der Mauer herumkletterten. In der Folge lösten sich immer mehr Mauerziegel und Mörtel. Einige der Steine zerbrachen.

### Restaurierungen

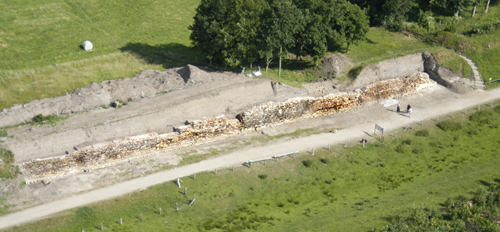
Freilegung des Wallbereichs hinter der Mauer für die Restaurierung (2006)

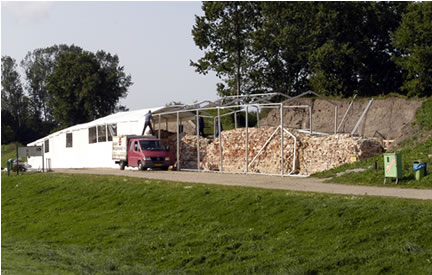
Aufbau des Schutzzeltes (2007)

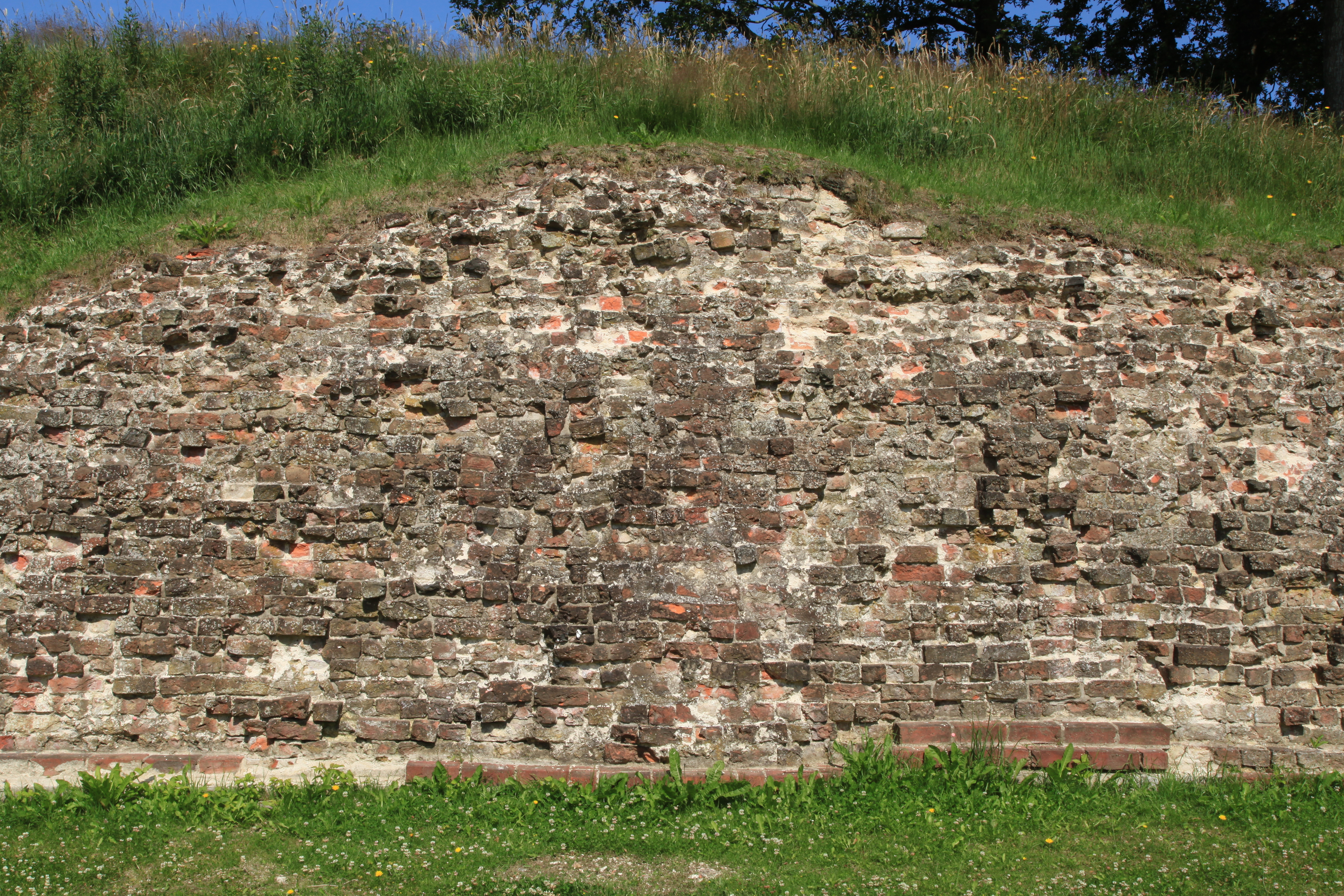
Zustand der Mauer im Jahr 2013

Von 2006 bis 2008 unternahm das Archäologische Landesamt Schleswig-Holstein (ALSH) eine erste umfangreiche Restaurierung. Willi Kramer (ALSH) und Nis Hardt (Danevirke Museum) leiteten das Projekt; sie wurden von Experten des Dänischen Nationalmuseums beraten. Die Maßnahme wurde zur Hälfte aus dem Förderprogramm „Denkmale von nationalem Wert“ des Beauftragten der Bundesregierung für Kultur und Medien mit einer sechsstelligen Summe finanziert, das Land Schleswig-Holstein trug die andere Hälfte der Kosten.
Die Mauer wurde zunächst auch an der Mauerkrone und im rückwärtigen Bereich freigelegt. Anschließend wurde eine Drainage vor und hinter der Mauer installiert. Das Baumaterial – 5000 Ziegelsteine sowie Kalkmörtel und Sumpfkalk – wurde aus Dänemark geliefert. Ein Maurer gab dem äußeren Verband ein neues Mörtelbett und setzte an einigen Stellen neue Steine im waldemarischen Format ein. Die Baustelle wurde ab Mai 2007 mit einem 80 Meter langen Zelt geschützt. Zuletzt wurde die Mauer im Jahr 2008 mit einer Schicht aus einer wasserundurchlässigen Tonmischung abgedichtet, um sie gegen Eintritt von Wasser aus dem anliegenden Erdreich zu schützen.
Da das Schutzzelt über dem Bauwerk verfrüht abgebaut worden war, konnte der Kalkmörtel nicht ausreichend aushärten. Bereits im Winter 2008/09 machte sich ausbröckelnder Mörtel bemerkbar. 2013 waren die Schäden so groß, dass ein Abdecken der Mauer mit Erde erwogen wurde.
Von Juli 2019 bis Dezember 2021 wurde die Waldemarsmauer nochmals an der Front und der Mauerkrone restauriert, ferner wurde die Drainage überprüft. Projektträger war der Kreis Schleswig-Flensburg.